# Yael Castiglione
Yael Castiglione (27 de setembro de 1985) é uma voleibolista profissional argentina. 

## Carreira
Yael Castiglione em 2016 representou a Seleção Argentina de Voleibol Feminino nos Jogos Olímpicos de Verão no Rio de Janeiro, que foi 9º colocada. Durante a Olimpíada, se casou com o ex-voleibolista brasileiro Marcus Eloe na Vila Olímpica. O casal tem filhos gêmeos. Castiglione se aposentou em 2022, após uma temporada na Espanha.